# Upton (Yorkshire de l'Ouest)
Pour les articles homonymes, voir Upton.
Upton est un village et une paroisse civile du Yorkshire de l'Ouest, en Angleterre.